# Karine Icher
Karine Icher (nascida em 26 de janeiro de 1979) é uma golfista profissional francesa que joga principalmente no LPGA Tour e também é membro da Ladies European Tour.
Karine irá representar a França no jogo por tacadas individual feminino do golfe nos Jogos Olímpicos de Verão de 2016, no Rio de Janeiro, Brasil.